# آق‌بلاغ (شهرستان توپ)
آق‌بلاغ (به لاتین: Ak-Bulak) یک منطقهٔ مسکونی در قرقیزستان است که در شهرستان توپ واقع شده‌است. آق‌بلاغ ۱٬۱۸۴ نفر جمعیت دارد.